# 헌법의 해석
헌법의 해석이란 헌법규범의 의미와 내용을 밝히는 작업을 말한다

## 헌법해석의 주체
헌법소송을 담당하는 국가기관인 헌법재판소의 유권적 해석을 통하여 헌법규범의 의미가 확정된다. 그 외의 헌법기관으로 입법자는 입법작용에 있어 헌법에 부합하고 법률을 제정해야 할 의무가 있다. 집행부의 경우, 행정기관이 행정작용의 과정에서 헌법해석이 문제될 수 있다. 사법부는 법률의 적용 과정에서 헌법규범에 대한 해석을 하게 된다.

## 헌법해석의 특수성
법규범을 적용하는 2가지 기본방법은 포섭과 법익형량이다. 포섭이 가능한 법규범은 일반적으로 조건명제의 구조를 취하며, 구체적 사실관계가 법규범의 구성요건을 충족시키면, 법률효과가 발생한다. 법규범이 조건명제의 형식이 아니라 목적 제시나 실현 요청의 형식으로 규정되었다면, 법의 해석은 법의 목적을 상충하는 다른 법익과의 관계에서 가능하면 최적으로 실현해야 하는 과제를 목표로 하는 법규범의 적용 방법을 가지게 되는데, 이것이 법익형량이다. 헌법의 다수 규정은 가치적이고 이념적인 성격을 가짐으로서 법현실에 구체적으로 적용되는 것이 아닌, 그 내용의 실현을 목표로 한다. 헌법은 다른 법규범과 비교할 때 함축적이며 추상적인 표현에 그치게 된다.

## 헌법해석의 방법
고전적 해석방법은 법조문을 출발점으로 삼되, 뜻이 분명하지 않은 경우 의미내용을 밝히기 위해 문법적, 체계적, 목적적, 역사적 해석방법을 말한다. 고전적 해석방법에 있어서는 역사적 헌법제정자의 주관적 의사가 중요하지 않으며, 객관적으로 파악되는 헌법의 의사가 결정적이다. 문리적 해석은 헌법의 문언으로부터 출발하는 해석이며, 체계적 해석은 헌법규범을 규율체계의 관점에서 해석한다. 목적적 해석은 법규범의 의미와 목적을 묻는 해석방법이다. 역사적 해석은 입법자의 주관적인 의사를 묻는 해석방법이다.

## 헌법해석의 원칙
헌법의 통일성(Einheit der Verfassung), 실제적 조화의 원칙(Prinzip der praktischen Konkordanz), 기능적 타당성의 원칙(Prinzip der funktionellen Richtigkeit), 헌법의 규범력의 원칙(Prinzip der normativen Kraft der Verfassung), 동화적 효과의 원칙(Prinzip der intergrierenden Wirkung)이 있다.

## 합헌적 법률해석
합헌적 법률해석이란, 법률을 합헌적인 결과에 이르는 해석방법으로 해석해야 한다는 원칙이다. 합헌적 법률해석의 이론적 근거로 규범유지의 원칙, 법질서의 통일성 등이 있다.